# NGC 1628
NGC 1628 is een spiraalvormig sterrenstelsel in het sterrenbeeld Eridanus. Het hemelobject werd op 22 december 1886 ontdekt door de Amerikaanse astronoom Lewis A. Swift.

## Synoniemen
- PGC 15674
- MCG -1-12-39
- IRAS 04351-0448